# 320 (số)
320 (ba trăm hai mươi) là một số tự nhiên ngay sau 319 và ngay trước 321.